# 汉达盖特
汉达盖特（俄语：Хандагайты）是俄罗斯图瓦共和国的一个村庄以及奧維尤爾區的行政中心。2010年人口为3207。
该村位于俄罗斯與蒙古的边境上。